# کودوکوشی
کدکوشی Kodokushi (孤独死) یا مرگ غریبانه به پدیده‌ای در فرهنگ ژاپنی ارجاع دارد که افراد در تنهایی جان خود را از دست می‌دهند و برای مدتی طولانی کسی از مرگ آنها باخبر نمی‌شود. این پدیده اولین‌بار در دهه ۱۹۸۰ مورد اشاره قرار گرفت. کدکوشی به یک مشکل فزاینده در ژاپن تبدیل شده‌است، و علت آن را مشکلات اقتصادی و جمعیت دائماً پیرشونده ژاپن می‌دانند.

## تاریخ
کودوکوشی اولین بار در دهه ۱۹۷۰ در روزنامه‌های ژاپن مستند شد و مطالعات در مورد این پدیده از اوایل سال ۱۹۷۳ با نظرسنجی‌های انجام شده توسط شورای ملی رفاه اجتماعی و اتحادیه ملی کمیساران داوطلب رفاه منطقه آغاز شد. اولین نمونه‌ای که در ژاپن به یک خبر ملی تبدیل شد در سال ۲۰۰۰ رخ داد که جسد یک مرد ۶۹ ساله سه سال پس از مرگ وی کشف شد. اجاره ماهانه و آب و برق ماهانه وی به‌طور خودکار از حساب بانکی وی کسر شده بود و تنها پس از اتمام پس‌انداز او بود که اسکلت وی را در خانه اش کشف کردند. بدن او خوراک حشره‌ها و سوسک‌ها شده بود.

## آمار
آمار مربوط به کودوکوشی اغلب ناقص یا نادرست است. صدا و سیمای دولتی ژاپن NHK گزارش داد که در سال ۲۰۰۹ در سراسر کشور ۳۲۰۰۰ سالمند در تنهایی مرده‌اند. تعداد کودوکوشی بین سالهای ۱۹۸۳ و ۱۹۹۴ سه برابر شده‌است.